# پوما رانرا (کاستیلا-کوندسویوس)
پوما رانرا (به اسپانیایی: Puma Ranra) یک کوه در پرو است که در Peru, Arequipa Region, Castilla Province, Condesuyos Province واقع شده‌است. پوما رانرا ۵٬۰۰۰ متر بالاتر از سطح دریا واقع شده‌است.